# Тоха, Хуан
Хуан Карлос Тоха Вега (исп. Juan Carlos Toja Vega; 24 мая 1985, Богота) — колумбийский футболист, полузащитник.

## Карьера

### Клубная карьера
Тоха — воспитанник клуба «Санта-Фе». Провёл два сезона в команде до 19 лет. К основному составу клуба начал привлекаться в начале 2004 года, и в течение следующих двух сезонов сыграл 25 матчей.
В январе 2006 года Тоха отправился в аренду в аргентинский «Ривер Плейт» на полтора года с опцией выкупа. За клуб сыграл пять матчей в Кубке Либертадорес 2006, забив один гол.
28 февраля 2007 года Тоха был взят в аренду клубом MLS «Даллас». В высшей лиге США дебютировал 7 апреля 2007 года в матче стартового тура сезона против «Реал Солт-Лейк». 12 мая 2007 года в матче против «Канзас-Сити Уизардс» забил свой первый гол в MLS. 14 июля 2007 года в матче против «Ди Си Юнайтед» сделал дубль, за что был назван игроком недели MLS. В Матче всех звёзд MLS 2007, в котором команда звёзд MLS принимала шотландский «Селтик», он забил гол. По итогам сезона 2007 Тоха был признан самым ценным игроком «Далласа». В межсезонье 2007—2008 годов «Даллас» выкупил контракт Тохи у «Санта-Фе». Он принял участие в Матче всех звёзд MLS 2008, в котором звёзды MLS встретились с английским «Вест Хэм Юнайтед».
1 августа 2008 года Тоха перешёл в румынский клуб «Стяуа», где уже выступали его соотечественники Робинсон Сапата и Дайро Морено. За «Стяуа» он дебютировал 13 августа 2008 года в первом матче третьего квалификационного раунда Лиги чемпионов УЕФА 2008/09 против турецкого «Галатасарая». В румынской Лиге 1 дебютировал 16 августа 2008 года в матче против «Арджеша». 1 мая 2009 года в матче против «Оцелула» забил свой первый гол за «Стяуа».
В конце 2009 года Тохой интересовалось украинское «Динамо» (Киев).
21 июля 2010 года Тоха бесплатно перешёл в греческий клуб «Арис», подписав трехлетний контракт. За «Арис» дебютировал 29 июля 2010 года в первом матче третьего квалификационного раунда Лиги Европы УЕФА 2010/11 против польской «Ягеллонии». В Греческой суперлиге дебютировал 29 августа 2010 года в матче стартового тура сезона 2010/11 против «Кавалы». Свой первый гол за «Арис» забил 11 мая 2011 года в матче против «Олимпиакоса».
23 августа 2012 года Тоха вернулся в MLS и 27 августа 2012 года через процедуру распределения был приобретён клубом «Нью-Инглэнд Революшн». Дебютировал за «Революшн» 15 сентября 2012 года в матче против «Ди Си Юнайтед», выйдя на замену на 73-й минуте вместо Фло Лехнера. Свой первый гол за «Революшн» забил 26 июня 2013 года в матче Открытого кубка США против «Ди Си Юнайтед». 17 июля 2013 года в матче против «Колорадо Рэпидз» забил свой первый гол за «Революшн» в чемпионате. По окончании сезона 2013 «Нью-Инглэнд Революшн» не стал продлевать контракт с Тохой.
Тоха был доступен на драфте возвращений MLS 2013, но остался невыбранным.
В начале 2015 года Тоха тренировался с «Далласом».

### Международная карьера
В составе сборной Колумбии до 20 лет Тоха принимал участие в молодёжных чемпионатах Южной Америки и мира 2005 года.
За сборную Колумбии Тоха дебютировал 15 октября 2008 года в матче квалификации чемпионата мира 2010 против сборной Бразилии.

## Достижения
Командные
 сборная Колумбии до 20 лет
- Чемпион Южной Америки среди молодёжных команд: 2005

Индивидуальные
- Участник Матча всех звёзд MLS: 2007, 2008